# Новошевченкове
Новошевче́нкове — село в Україні, у Долинській міській громаді Кропивницького району Кіровоградської області. Населення становить 242 осіб.

## Населення
Згідно з переписом УРСР 1989 року чисельність наявного населення села становила 304 особи, з яких 135 чоловіків та 169 жінок.
За переписом населення України 2001 року в селі мешкали 242 особи.

### Мова
Розподіл населення за рідною мовою за даними перепису 2001 року:
| Мова       | Відсоток |
| ---------- | -------- |
| українська | 92,15 %  |
| молдовська | 3,31 %   |
| російська  | 2,07 %   |
| білоруська | 1,65 %   |
| інші       | 0,82 %   |